# كوماموناسية ملتهمة النترات
كوماموناسية ملتهمة النترات (الاسم العلمي: Comamonas nitrativorans) هي نوع من البكتيريا، سلبية الغرام، تتبع جنس الكوماموناسية.